# Кубок Англії з футболу 1912—1913
Кубок Англії з футболу 1912—1913 — 42-й розіграш найстарішого футбольного турніру у світі, Кубка виклику Футбольної Асоціації, також відомого як Кубок Англії. Вп'яте титул здобула Астон Вілла.

## Перший раунд
| Дата                  | Господарі               | Рахунок | Гості                    |
| --------------------- | ----------------------- | ------- | ------------------------ |
| 11 січня              | Рочдейл                 | 0:2     | Свіндон Таун             |
| 11 січня              | Саутгемптон             | 1:1     | Бері                     |
| 15 січня Перегравання | Бері                    | 2:1     | Саутгемптон              |
| 11 січня              | Джиллінгем              | 0:0     | Барнслі                  |
| 16 січня Перегравання | Барнслі                 | 3:1     | Джиллінгем               |
| 11 січня              | Сандерленд              | 6:0     | Клептон Орієнт           |
| 11 січня              | Тоттенгем Готспур       | 1:1     | Блекпул                  |
| 16 січня Перегравання | Блекпул                 | 1:6     | Тоттенгем Готспур        |
| 11 січня              | Манчестер Сіті          | 4:0     | Бірмінгем Сіті           |
| 11 січня              | Квінз Парк Рейнджерс    | 4:2     | Галіфакс Таун            |
| 11 січня              | Фулгем                  | 0:2     | Галл Сіті                |
| 11 січня              | Бристоль Роверз         | 2:0     | Ноттс Каунті             |
| 11 січня              | Манчестер Юнайтед       | 1:1     | Ковентрі Сіті            |
| 16 січня Перегравання | Ковентрі Сіті           | 1:2     | Манчестер Юнайтед        |
| 11 січня              | Плімут Аргайл           | 2:0     | Престон Норт-Енд         |
| 11 січня              | Міллволл                | 0:0     | Мідлсбро                 |
| 15 січня Перегравання | Мідлсбро                | 4:1     | Міллволл                 |
| 11 січня              | Олдем Атлетік           | 2:0     | Болтон Вондерерз         |
| 11 січня              | Крістал Пелес           | 2:0     | Глоссоп                  |
| 11 січня              | Челсі                   | 5:2     | Саутенд Юнайтед          |
| 11 січня              | Кройдон Коммон          | 0:0     | Вулвіч Арсенал           |
| 15 січня Перегравання | Вулвіч Арсенал          | 2:1     | Кройдон Коммон           |
| 13 січня              | Вест-Бромвіч Альбіон    | 1:1     | Вест Гем Юнайтед         |
| 16 січня Перегравання | Вест Гем Юнайтед        | 2:2     | Вест-Бромвіч Альбіон     |
| 22 січня Перегравання | Вест Гем Юнайтед        | 3:0     | Вест-Бромвіч Альбіон     |
| 15 січня              | Ліверпуль               | 3:0     | Бристоль Сіті            |
| 15 січня              | Дербі Каунті            | 1:3     | Астон Вілла              |
| 15 січня              | Евертон                 | 5:1     | Стокпорт Каунті          |
| 15 січня              | Портсмут                | 1:2     | Брайтон енд Гоув Альбіон |
| 15 січня              | Лідс Сіті               | 2:3     | Бернлі                   |
| 15 січня              | Бредфорд Парк-Авеню     | 1:1     | Барроу                   |
| 22 січня Перегравання | Бредфорд Парк-Авеню     | 1:0     | Барроу                   |
| 15 січня              | Гаддерсфілд Таун        | 3:1     | Шеффілд Юнайтед          |
| 16 січня              | Сток                    | 2:2     | Редінг                   |
| 22 січня Перегравання | Редінг                  | 3:0     | Сток                     |
| 16 січня              | Венсдей                 | 5:1     | Грімсбі Таун             |
| 16 січня              | Лестер Фосс             | 1:4     | Норвіч Сіті              |
| 16 січня              | Ньюкасл Юнайтед         | 1:0     | Бредфорд Сіті            |
| 18 січня              | Честерфілд              | 1:4     | Ноттінгем Форест         |
| 18 січня              | Саут Шилдс              | 0:1     | Гейнсборо Триніті        |
| 18 січня              | Блекберн Роверз         | 7:2     | Нортгемптон Таун         |
| 18 січня              | Вулвергемптон Вондерерз | 3:1     | Лондон Каледоніанс       |

## Другий раунд
До другого раунду увійшли переможці першого раунду.
| Дата                   | Господарі                | Рахунок | Гості                    |
| ---------------------- | ------------------------ | ------- | ------------------------ |
| 1 лютого               | Бернлі                   | 4:1     | Гейнсборо Триніті        |
| 1 лютого               | Редінг                   | 1:0     | Тоттенгем Готспур        |
| 1 лютого               | Астон Вілла              | 5:0     | Вест Гем Юнайтед         |
| 1 лютого               | Мідлсбро                 | 3:2     | Квінз Парк Рейнджерс     |
| 1 лютого               | Вулвіч Арсенал           | 1:4     | Ліверпуль                |
| 1 лютого               | Гаддерсфілд Таун         | 1:2     | Свіндон Таун             |
| 1 лютого               | Барнслі                  | 2:3     | Блекберн Роверз          |
| 1 лютого               | Бристоль Роверз          | 1:1     | Норвіч Сіті              |
| 6 лютого Перегравання  | Норвіч Сіті              | 2:2     | Бристоль Роверз          |
| 10 лютого Перегравання | Бристоль Роверз          | 1:0     | Норвіч Сіті              |
| 1 лютого               | Брайтон енд Гоув Альбіон | 0:0     | Евертон                  |
| 5 лютого Перегравання  | Евертон                  | 1:0     | Брайтон енд Гоув Альбіон |
| 1 лютого               | Плімут Аргайл            | 0:2     | Манчестер Юнайтед        |
| 1 лютого               | Галл Сіті                | 0:0     | Ньюкасл Юнайтед          |
| 5 лютого Перегравання  | Ньюкасл Юнайтед          | 3:0     | Галл Сіті                |
| 1 лютого               | Олдем Атлетік            | 5:1     | Ноттінгем Форест         |
| 1 лютого               | Крістал Пелес            | 2:0     | Бері                     |
| 1 лютого               | Челсі                    | 1:1     | Венсдей                  |
| 5 лютого Перегравання  | Венсдей                  | 6:0     | Челсі                    |
| 1 лютого               | Бредфорд Парк-Авеню      | 3:0     | Вулвергемптон Вондерерз  |
| 5 лютого               | Сандерленд               | 2:0     | Манчестер Сіті           |

## Третій раунд
До третього раунду увійшли переможці другого раунду. 
| Дата                   | Господарі           | Рахунок | Гості             |
| ---------------------- | ------------------- | ------- | ----------------- |
| 22 лютого              | Бернлі              | 3:1     | Мідлсбро          |
| 22 лютого              | Астон Вілла         | 5:0     | Крістал Пелес     |
| 22 лютого              | Редінг              | 1:2     | Блекберн Роверз   |
| 22 лютого              | Бристоль Роверз     | 0:4     | Евертон           |
| 22 лютого              | Ліверпуль           | 1:1     | Ньюкасл Юнайтед   |
| 26 лютого Перегравання | Ньюкасл Юнайтед     | 1:0     | Ліверпуль         |
| 22 лютого              | Олдем Атлетік       | 0:0     | Манчестер Юнайтед |
| 26 лютого Перегравання | Манчестер Юнайтед   | 1:2     | Олдем Атлетік     |
| 22 лютого              | Бредфорд Парк-Авеню | 2:1     | Венсдей           |
| 22 лютого              | Сандерленд          | 4:2     | Свіндон Таун      |

## Четвертий раунд
У цьому раунді зіграли переможці попереднього етапу.
| Дата                    | Господарі           | Рахунок | Гості           |
| ----------------------- | ------------------- | ------- | --------------- |
| 8 березня               | Блекберн Роверз     | 0:1     | Бернлі          |
| 8 березня               | Евертон             | 0:1     | Олдем Атлетік   |
| 8 березня               | Сандерленд          | 0:0     | Ньюкасл Юнайтед |
| 12 березня Перегравання | Ньюкасл Юнайтед     | 2:2     | Сандерленд      |
| 17 березня Перегравання | Ньюкасл Юнайтед     | 0:3     | Сандерленд      |
| 8 березня               | Бредфорд Парк-Авеню | 0:5     | Астон Вілла     |

## Півфінали
У півфіналах зіграли команди, що перемогли на попередньому етапі.
| Дата                  | Господарі   | Рахунок | Гості         |
| --------------------- | ----------- | ------- | ------------- |
| 29 березня            | Астон Вілла | 1:0     | Олдем Атлетік |
| 29 березня            | Сандерленд  | 0:0     | Бернлі        |
| 2 квітня Перегравання | Сандерленд  | 3:2     | Бернлі        |

## Фінал
| 19 квітня 1913 |

| Астон Вілла | 1:0      | Сандерленд |
| ----------- | -------- | ---------- |
| Барбер 78'  | Протокол |            |

| Крістал Пелес, Лондон Глядачів: 121 919 Арбітр: А.Адамс |